# Johan Boström (1662–1731)
Johan Boström, född 1662, död 12 oktober 1731, var en svensk ämbetsman, borgmästare och politiker.

## Biografi
Johan Boström föddes 1662. Han blev 1715 stadssekreterare i Stockholm och 1726 politieborgmästare i nämnda stad. Boström blev 1729 handelsborgmästare i Stockholm. Han var ledamot av borgarståndet vid riksdagen 1719 och riksdagen 1720. Vid riksdagen 1726–1727 och riksdagen 1731 var han ståndets talman. 1721–1731 var han ledamot av bankofullmäktige. Boström avled 1731.
Boström hade inte någon mer utpräglad partifärg. Han har betraktats som arbetsam och duglig, och insattes i flera viktiga utskott och deputationer, där hans sakkunskap särskilt togs i anspråk för bank- och lagfrågor.

### Familj
Boström gifte sig första gången med Maria Tingvall. Han gifte sig andra gången med Hedvig Brehmsköld. De fick tillsammans dottern Margareta Boström som gifte sig med rådmannen Johan Roland.